# Hirojuki Širai
Hirojuki Širai (japonsky 白井 博幸, * 17. června 1974) je bývalý japonský fotbalista.

## Klubová kariéra
Hrával za Shimizu S-Pulse, Verdy Kawasaki, Cerezo Osaka, Shonan Bellmare, Vegalta Sendai a FC Ryukyu.

## Reprezentační kariéra
S japonskou reprezentací se zúčastnil Letních olympijských her 1996.